# Laccophilus wittmeri
Laccophilus wittmeri är en skalbaggsart som beskrevs av Michel Brancucci 1983. Laccophilus wittmeri ingår i släktet Laccophilus och familjen dykare. Inga underarter finns listade i Catalogue of Life.